# رودریگو پالاسیو
رودریگو پالاسیو (انگلیسی: Rodrigo Palacio؛ زاده ۵ فوریهٔ ۱۹۸۲) بازیکن فوتبال پیشین اهل آرژانتین است.